# Google Daydream
Daydream är en virtuell verklighet (VR) plattform som utvecklats av Google för Android Nougat. Den andra generationens VR-glasögon (efter Google Cardboard) släpptes 10 november 2016 vid namn Daydream View.